# Stallhaus
Stallhaus ist ein Ortsteil der Gemeinde Schalksmühle im Märkischen Kreis im nordrhein-westfälischen Regierungsbezirk Arnsberg.

## Lage und Beschreibung
Der Ortsteil befindet sich auf der Schalksmühler Hochfläche oberhalb des Großen Klagebachs südwestlich des Gewerbegebiets Ramsloh.
Weitere Nachbarorte auf dem Schalksmühler Gemeindegebiet sind das am Gewerbering im Gewerbegebiet Ramsloh liegende Davidshöhe und Wilfesche, sowie Harrenscheid, Kuhlenhagen, Holthausen, Kämpershof, Everinghauserheide, Muhlerhagen, Hellhof, Linscheid, Dahlhausen, Flaßkamp, Ramsloh, Westhöhe, Spormecke, Lauenscheid, Lauenscheidermühle, Grünental, Oberklagebach, Klagebach, Neuenbrücke, Hütte, Niederworth und Waldesruh.

## Geschichte
Stallhaus gehörte bis zum 19. Jahrhundert der Wester Bauerschaft des Kirchspiels Hülscheid an. Der Ort besaß die zwei Wohnplätze Ober- und Unterstallhaus.
Ab 1816 war der Ort Teil der Gemeinde Hülscheid in der Bürgermeisterei Halver im Kreis Altena, 1818 lebten acht Einwohner im Ort. Der laut der Ortschafts- und Entfernungs-Tabelle des Regierungs-Bezirks Arnsberg als Hof kategorisierte Ort besaß 1839 zwei Wohnhäuser, eine Fabrikationsstätte bzw. Mühle und drei landwirtschaftliche Gebäude. Zu dieser Zeit lebten 15 Einwohner im Ort, allesamt evangelischen Bekenntnisses.
1844 wurde die Gemeinde Hülscheid mit Stallhaus von dem Amt Halver abgespaltet und dem neu gegründeten Amt Lüdenscheid zugewiesen.
Der Ort ist auf der Preußischen Uraufnahme von 1840 unbeschriftet verzeichnet. Ab der Preußischen Neuaufnahme von 1892 ist der Ort auf Messtischblättern der TK25 als Stallhausen verzeichnet, ab der Ausgabe 1955 dann als Stallhaus.
Die Gemeinde- und Gutbezirksstatistik der Provinz Westfalen führt 1871 den Ort als Hof unter dem Namen Stallhause mit zwei Wohnhäusern und 16 Einwohnern auf.  Das Gemeindelexikon für die Provinz Westfalen gibt 1885 für Stallhausen eine Zahl von 17 Einwohnern an, die in zwei Wohnhäusern lebten. 1895 besitzt der Ort zwei Wohnhäuser mit 19 Einwohnern, 1905 werden zwei Wohnhäuser und elf Einwohner angegeben.
1969 wurden die Gemeinden Hülscheid und Schalksmühle zur amtsfreien Großgemeinde (Einheitsgemeinde) Schalksmühle im Kreis Altena zusammengeschlossen und Stallhaus gehört seitdem politisch zu Schalksmühle, das 1975 auf Grund des Sauerland/Paderborn-Gesetzes Teil des neu geschaffenen Märkischen Kreises wurde.
Der Ort blieb bis in die 1960er Jahre ein einzelstehendes Gehöft, erfuhr dann aber eine großflächige Erweiterung in Form eines Neubaugebiets, das sich südlich von der Ursprungssiedlung entlang den Straßen Stallhaus, Falkenweg und Waldesruh in Richtung des Großen Klagebachs ausdehnte und heute das mit dem ebenfalls expandierenden Waldesruh heute einen geschlossenen Siedlungsbereich bildet.